# Kałmy
Kałmy (deutsch Kollmen) ist ein kleiner Ort in der polnischen Woiwodschaft Ermland-Masuren und gehört zur Gmina Korsze (Stadt- und Landgemeinde Korschen) im Powiat Kętrzyński (Kreis Rastenburg).

## Geographische Lage
Kałmy liegt in der nördlichen Mitte der Woiwodschaft Ermland-Masuren am nördlichen Stadtrand von Korsze (deutsch Korschen), 18 Kilometer nordwestlich der Kreisstadt Kętrzyn (Rastenburg).

## Geschichte
Der nach 1785 als Colmen und nach 1871 als Collmen bezeichnete Ort bestand vor 1945 aus einem Gut und mehreren Gehöften. 1883 wurde er in der Liste der Orte im Amtsbezirk Korschen (polnisch Korsze) genannt, der zum Kreis Rastenburg im Regierungsbezirk Königsberg in der preußischen Provinz Ostpreußen gehörte. Am 2. Februar 1921 wurde der Gutsbezirk Collmen in die Gemeinde Korschen eingemeindet.
Als 1945 in Kriegsfolge das gesamte südliche Ostpreußen an Polen fiel, war auch Kollmen davon betroffen. Der Ort erhielt die polnische Namensform „Kałmy“ und ist heute eine zu Piaskowiec (Sandenberg) gehörige Ortschaft. Als solche liegt sie im Gebiet der Stadt- und Landgemeinde Korsze (Korschen) im Powiat Kętrzyński (Kreis Rastenburg), bis 1998 der Woiwodschaft Olsztyn, seither der Woiwodschaft Ermland-Masuren zugehörig.

## Kirche
Bis 1945 war Kollmen in die evangelische Kirche Korschen in der Kirchenprovinz Ostpreußen der Kirche der Altpreußischen Union sowie in die katholische Kirche Korschen im damaligen Bistum Ermland eingepfarrt.
Heute besteht immer noch katholischerseits die Verbindung nach Korsze, jetzt allerdings zum Erzbistum Ermland zugehörig. Die evangelischen Einwohner orientieren sich zur Pfarrei Kętrzyn in der Diözese Masuren der Evangelisch-Augsburgischen Kirche in Polen.

## Verkehr
Kałmy liegt an der bedeutenden Woiwodschaftsstraße 590, die die Regionen Barciany (deutsch Barten), Korsze (Korschen), Reszel (Rößel) und Biskupiec (Bischofsburg) verbindet. Außerdem führt eine Nebenstraße von Piaskowiec (Sandenberg) direkt nach Kałmy.
Die nächste Bahnstation ist Korsze mit bereits hier endenden Bahnstrecken: der  Bahnstrecke Białystok–Głomno bzw. der Bahnstrecke Toruń–Tschernjachowsk.